# Kabr Fidda
Kabr Fidda (arab. قبر فضة) – miejscowość w Syrii, w muhafazie Hama. W 2004 roku liczyła 1490 mieszkańców.